# Sophronica tafoensis
Sophronica tafoensis är en skalbaggsart som beskrevs av Stefan von Breuning 1978. Sophronica tafoensis ingår i släktet Sophronica och familjen långhorningar.
Artens utbredningsområde är Ghana. Inga underarter finns listade i Catalogue of Life.